# Вулиця Стеблиста
Вулиця Стеблиста — вулиця у Шевченківському районі міста Львів, місцевість Замарстинів. Пролягає від вулиці Липинського углиб забудови, завершується глухим кутом.

## Історія та забудова
Вулиця виникла у 1930-х роках, у 1938 році отримала офіційну назву вулиця Якубовського. У період нацистської окупації Львова, з 1943 року по липень 1944 року називалася Гартнер Небенґассе. Сучасну назву вулиця має з 1950 року.
Забудову вулиці складають кілька одноповерхових будинків 1930-х років у стилі конструктивізм, що розташовані на парному боці вулиці. З непарного боку простягається територія АТП-14630.